# Guiorgui Asanidze
Guiorgui Asanidze (en georgiano: გიორგი ასანიძე, Sachjere, URSS, 30 de agosto de 1975) es un deportista georgiano que compitió en halterofilia.
Participó en dos Juegos Olímpicos de Verano, obteniendo una medalla de oro en Atenas 2004 y una de bronce en Sídney 2000, ambas en la categoría de 85 kg.
Ganó dos medallas en el Campeonato Mundial de Halterofilia, oro en 2001 y plata en 2002, y cuatro medallas en el Campeonato Europeo de Halterofilia entre los años 1998 y 2002.

## Palmarés internacional
| Juegos Olímpicos   | Juegos Olímpicos     | Juegos Olímpicos  | Juegos Olímpicos |
| Año                | Lugar                | Medalla           | Categoría        |
| ------------------ | -------------------- | ----------------- | ---------------- |
| 2000               | Sídney (Australia)   | Medalla de bronce | 85 kg            |
| 2004               | Atenas (Grecia)      | Medalla de oro    | 85 kg            |
| Campeonato Mundial |                      |                   |                  |
| Año                | Lugar                | Medalla           | Categoría        |
| 2001               | Antalya (Turquía)    | Medalla de oro    | 85 kg            |
| 2002               | Varsovia (Polonia)   | Medalla de plata  | 85 kg            |
| Campeonato Europeo |                      |                   |                  |
| Año                | Lugar                | Medalla           | Categoría        |
| 1998               | Riesa (Alemania)     | Medalla de plata  | 77 kg            |
| 2000               | Sofía (Bulgaria)     | Medalla de oro    | 85 kg            |
| 2001               | Trenčín (Eslovaquia) | Medalla de oro    | 85 kg            |
| 2002               | Antalya (Turquía)    | Medalla de oro    | 85 kg            |